# Commission spéciale sur la lutte contre le cancer
La Commission spéciale sur la lutte contre le cancer (« BECA », de son nom anglais Special Committee on Beating Cancer) était une des commissions spéciales du Parlement européen.

## Historique

### Contexte
La réunion constitutive de la commission BECA s'est tenue le 23 septembre 2020.

### Prolongation du mandat
Le mandat de la commission BECA a été prolongé de trois mois, prenant donc effectivement fin le 23 décembre 2021.